# Стржельчик Владислав Гнатович
Владислав Гнатович Стрже́льчик (рос. Владислав Игнатьевич Стржельчик; 31 січня 1921, Петроград, Російська РФСР — 11 вересня 1995, Санкт-Петербург, Росія) — радянський, російський актор театру і кіно. Заслужений артист РРФСР (1954). Народний артист РРФСР (1965). Лауреат Державної премії РРФСР імені братів Васильєвих (1971). Народний артист СРСР (1974).

## Життєпис
Батько майбутнього актора Ігнац Стжельчик (Ignacy Strzelczyk) був за походженням поляком і оселився у Петербурзі на початку XX ст. Владислав був пізньою дитиною в родині.
Брав участь у акторській бригаді, що давала концерти на фронті у роки 1941—1945. Але війну починав простим піхотинцем. Нагороджений орденами і медалями.
Закінчив студію при Ленінградському Драматичному Театрі (1947, майстерня Бориса Бабочкіна), де працював з 1940 р.
У Великому драматичному театрі дебют відбувся у виставі Шекспіра «Багато галасу з нічого» (роль Клавдіо). Він був серед тих акторів, котрі грали і комедійні, і драматичні ролі. Непогано відчував себе у костюмованих ролях, де було мало текстів, доповнював їх жестами. Але свідчили, що був педантом і ретельно готував власні ролі, був вдячним долі, що дозволила вижити у роки війни і стали актором.
Дебютував у кіно епізодичною роллю у фільмі «Машенька» (1940). Зіграв понад ста ролей в телеспектаклях і кінофільмах; зокрема, в ряді українських картин. Яскравий характерний і комедійний актор.
Багато років був викладачем, спочатку у Ленінградскому інституті театра, музики і кінематографа (десять років), потім у Ленінградському інституті культури.
Подружжя Стржельчиків не мало власних дітей.
Помер на 75-му році життя. Похований в Санкт-Петербурзі на Літераторських містках Волковського цвинтаря.

## Увічнення пам'яті
- 1997 — В Санкт-Петербурзі на будинку, де жив Стржельчик (вулиця Басейна, 47), було встановлено меморіальну дошку.
- 1998 — Заснована незалежна театральна премія імені Владислава Стржельчика, котру вручають 31 січня, у день народження актора.
- 2006 — До 85-річчя актора знято документальну кінострічку (рос.)«Владислав Стржельчик. Его превосходительство актер» (ВДТРК, реж. Олександр Бот).

## Фільмографія
Знявся у кінострічках (вибірково):
- «Академік Іван Павлов» (1949),
- «Слуга двох панів» (1953),
- «Балтійська слава» (1957),
- «Андрійко» (1958)
- «Достігаєв та інші» (1959, фільм-спектакль)
- «Воскресіння» (1960, фаф Шенброк),
- «Третя молодість» (1965),
- «Страх і відчай у Третій імперії» (1965),
- «Міщани» (1966, вистава ВДТ),
- «Зелена карета» (1967),
- «Майор Вихор» (1967, Берг),
- «Софія Перовська» (1967),
- «Війна і мир» (1966—1967, Наполеон),
- 1970 — «Ад'ютант його високоповажності» — генерал Ковалевський (Державна премія Росії, 1971)
- «Мічений атом» (1972),
- «Приваловські мільйони» (1972),
- «Дорогий хлопчик» (1974),
- «Солом'яний капелюшок» (1974),
- «Одруження» (1977),
- «Блокада» (1977),
- «Поема про крила» (1979),
- «Перикола» (1984),
- «Вогні» (1984),
- 1987 — «Гардемарини, вперед!» — Лесток, лейб-медик
- «Тартюф» (1992) та ін.,

в українських фільмах:
- «Сон» (1964, Микола І),
- «Загибель ескадри» (1965, князь Кноріс),
- «Мир хатам, війна палацам» (1976, Винниченко).